# Campeonato Mundial de Xadrez de 2004
O Campeonato Mundial de Xadrez de 2004 organizado pela Professional Chess Association foi realizado entre 25 de setembro e 18 de outubro na cidade de Brissago. Vladimir Kramnik, o então campeão, defendeu seu título contra o desafiante Peter Leko num match de catorze jogos. O confronto terminou empatado e Kramnik manteve o título conforme as regras da disputa.
|                  | 1 | 2 | 3 | 4 | 5 | 6 | 7 | 8 | 9 | 10 | 11 | 12 | 13 | 14 | Total |
| ---------------- | - | - | - | - | - | - | - | - | - | -- | -- | -- | -- | -- | ----- |
| Vladimir Kramnik | 1 | ½ | ½ | ½ | 0 | ½ | ½ | 0 | ½ | ½  | ½  | ½  | ½  | 1  | 7½    |
| Peter Leko       | 0 | ½ | ½ | ½ | 1 | ½ | ½ | 1 | ½ | ½  | ½  | ½  | ½  | 0  | 7½    |